# Samsung Galaxy Tab S
La gamme Samsung Galaxy Tab S est une série de tablettes tactiles de milieu et de haut de gamme de la marque Samsung Galaxy. Elle est composée de tablettes Android, alors les plus avancées vendues par la marque. Depuis sa création en 2014 avec la Samsung Galaxy Tab S, la gamme est renouvelée presque tous les ans lors d'un évènement se tenant généralement en août.
Les derniers appareils de la gamme sont alors les Galaxy Tab S10+, S10 Ultra, S10 FE et S10 FE+, présentées en 2024.

## Histoire
La gamme Galaxy Tab S représente une part importante des ventes de tablettes Samsung, ce qui fait de la marque le premier vendeur de tablettes Android dans le monde.
Ce sont des tablettes électroniques conçues par l'entreprise coréenne Samsung. Elles sont les tablettes les plus haut de gamme vendues par la marque.
La gamme Galaxy Tab S est la gamme de tablette Android haut de gamme de Samsung. Les tablettes appartenant à cette gamme sont les fleurons de la marque, les plus avancées technologiquement parmi toutes les Galaxy Tab. Elles reprennent l'apparence de leurs homologues mobiles des gammes Galaxy S et Note, et quelques-unes de leurs nouveautés. Par exemple, la Galaxy Tab S6, présentée la même année que les Galaxy S10 reprend son capteur d'empreinte digitale placé sous l'écran, et son objectif photo ultra-grand angle, ainsi que les nouvelles fonctionnalités du stylet présent sur le Galaxy Note10.
La gamme Galaxy Tab S est composée de dix-sept tablettes : les Tab S, S2, S3, S4, S5/S5e, S6/S6 Lite, S7/S7+/S7 FE, S8/S8+/S8 Ultra et S9/S9+/S9 Ultra qui sont toutes disponibles en plusieurs tailles d'écran et en plusieurs configurations.
Les Galaxy Tab S ont pour but d'améliorer la productivité, avec de nombreux accessoires disponibles en vente, comme un stylet inclus gratuitement et un clavier servant de socle en option. Le mode DeX, exclusif aux Galaxy Tab S peut être activé n'importe quand et permet alors d'avoir une expérience similaire à celle d'un ordinateur, mais tout en conservant l’expérience et les applications Android.
Comme les smartphones les plus récents de la marque, les Galaxy Tab S5e et S6 sont livrées avec une surcouche Android par Samsung nommée One UI. Certains des anciens modèles peuvent aussi obtenir la mise à jour.

## Différents modèles
Parmi la gamme des Galaxy Tab S, on trouve :
- Galaxy Tab S (2014)
- Galaxy Tab S2 (2015)
- Galaxy Tab S3 (2017)
- Galaxy Tab S4 (2018)
- Galaxy Tab S5e (2019)
- Série Galaxy Tab S6 (2019)
  - Galaxy Tab S6
  - Galaxy Tab S6 Lite
- Série Galaxy Tab S7 (2020)
  - Galaxy Tab S7
  - Galaxy Tab S7+
  - Galaxy Tab S7 FE
- Série Galaxy Tab S8 (2022)
  - Galaxy Tab S8
  - Galaxy Tab S8+
  - Galaxy Tab S8 Ultra
- Série Galaxy Tab S9 (2023)
  - Galaxy Tab S9
  - Galaxy Tab S9+
  - Galaxy Tab S9 Ultra
  - Galaxy Tab S9 FE
  - Galaxy Tab S9 FE+
- Série Galaxy Tab S10 (2024)
  - Galaxy Tab S10+
  - Galaxy Tab S10 Ultra
  - Galaxy Tab S10 FE
  - Galaxy Tab S10 FE+

## Caractéristiques
Les caractéristiques par tablette de la gamme Samsung Galaxy Tab S sont variées,,,,.